# 1508.
◄ | 15. stoljeće | 16. stoljeće | 17. stoljeće | ►
◄ | 1470-ih | 1480-ih | 1490-ih | 1500-ih | 1510-ih | 1520-ih | 1530-ih | ►
◄◄ | ◄ | 1505. | 1506. | 1507. | 1508. | 1509. | 1510. | 1511. | ► | ►►
Arhitektura • Astronomija • Glazba • Kazalište • Kiparstvo • Knjige • Književnost • Kršćanstvo • Medicina • Politika • Pravo • Promet • Slikarstvo • Znanost
1508. bila je prijestupna godina prema gregorijanskom kalendaru, a započela je u subotu.

## Događaji
- veljača – Maksimilijan I. napada Veneciju.
- 6. lipnja – Maksimilijana I. u Friuliji pobjeđuju mletačke snage, te je prisiljen potpisati trogodišnji mir i vraćenje nekih teritorija Veneciji.
- 10. prosinca – Osnovana Sveta liga.
- početak vladavine David II. u Etiopiji.
- Rana Sanga postaje vladar Mewara u Radžastanu.

## Rođenja
- 6. ožujka – Humajun, mogulski car († 1556.)
- 9. lipnja – Primož Trubar, slovenski protestantski reformator († 1586.).
- 30. studenog – Andrea Palladio, talijanski graditelj  († 1580.)
- 9. prosinca – Gemma Frisius, nizozemski matematičar i kartograf († 1555.).
- 24. prosinca – Pietro Carnesecchi, talijanski humanist († 1567.).
- Petar Zoranić, hrvatski renesansni pisac (umro između 1543. i 1569.).
- Livio Agresti, talijanski slikar (umro 1580.).
- Jean Daurat, francuski pjesnik (umro 1588.).
- vjerojatno – Nikola Šubić Zrinski, hrvatski plemić i vojskovođa († 1566.)
- vjerojatno – Marin Držić, dubrovački pisac, najveći hrvatski renesansni komediograf  († 1567.).

## Smrti
- 4. veljače – Conrad Celtes, njemački humanist (rođen 1459.).
- 27. svibnja – Ludovico Sforza, milanski vojvoda (rođen 1452.).
- 31. srpnja – Naod, etiopski nagus (rođen 1494.)
- 9. studenog – Gracija Kotorski, katolički blaženik (rođen 1438.)
- Isaac Abrabanel, portugalski i židovski filozof i teolog, te državnik (rođen 1437.).

## Vanjske poveznice
|  | Zajednički poslužitelj ima još gradiva o temi 1508. |